# 华贵白樱蛤
华贵白樱蛤（学名：Macoma nobilis），是帘蛤目樱蛤科白樱蛤属的一种。主要分布于中国大陆，常栖息在潮间带至潮下带。